# ارتجاج (مسرحية)
إرتجاج (بالإنجليزية: Jerk)‏ هي مسرحية دمى للكاتب الأمريكي دنيس كوبر، تم إعدادها بالتعاون مع المخرجة جيزيل فيين وفنان الأداء جوناثان كابديفييل، استنادًا إلى رواية كوبر التي تحمل الاسم نفسه عام 1993. 

## القصة
وهي تستند إلى قصة القاتل المتسلسل دين كورل وشركائه المراهقين ديفيد بروكس وإلمر واين هينلي. تطور المسرحية فكرة أن بروكس قد تعلم فن الدمى في السجن، وكجزء من إعادة تأهيله، يتصرف في جرائم القتل التي شارك فيها عن طريق استخدام دمى القفازات والتحدث من بطنه. تضمن العرض أيضًا أقسامًا قرأ فيها الجمهور عن جرائم القتل في كتيبات، تم توزيعها بعنوان «نصان من أجل مسرحية للدمى من تأليف ديفيد بروكس».

## الإنتاج
عرضت المسرحية لأول مرة في 5 مارس 2008 في بريست، فرنسا. عرضت المسرحية أيضًا باللغة الإنجليزية في معرض جنوب لندن كجزء من موسم نداء باريس للفنون المسرحية، الذي افتتح في 1 يوليو 2009. تضمن أدائها موسيقى من بيتر ريبيرج.